# Josef Almogi
Josef Almogi (hebrejsky: יוסף אלמוגי, plným jménem יוסף אהרון אלמוגי, Josef Aharon Almogi; 5. května 1910 – 2. listopadu 1991) byl izraelský politik a poslanec Knesetu za strany Mapaj, Rafi, Izraelská strana práce a Ma'arach.

## Biografie
Narodil se ve městě Hrubieszów v tehdejší Ruské říši, dnes Polsko. Od roku 1924 byl aktivní v židovském mládežnickém hnutí Dror. Od roku 1928 procházel výcvikem pro židovské průkopníky. V roce 1930 přesídlil do dnešního Izraele, kde krátce pobýval v kibucu Ramat ha-Koveš. Pracoval v zemědělství a stavebnictví. Získal sekulární i tradiční židovské vzdělání. Zapojil se do židovských jednotek Hagana. Byl jejich velitelem v Kfar Saba. V roce 1936 byl vyslán do Tel Avivu, aby zde pomohl s vytvořením obranné organizace Plugot ha-po'el napojené na odborovou centrálu Histadrut, od roku 1937 prováděl podobnou činnost v Haifě. Roku 1940 vstoupil do britské armády. Byl zajat Němci a strávil zbytek války v zajateckém táboře v Řecku.

## Politická dráha
Byl členem zaměstnanecké rady v Kfar Saba. V letech 1947–1951 byl zastupujícím tajemníkem zaměstnanecké rady v Haifě, v letech 1951–1959 jejím tajemníkem. V letech 1959–1961 působil jako generální tajemník strany Mapaj a v letech 1974–1975 byl starostou Haify. V letech 1975–1978 sloužil na postu prezidenta Světové sionistické organizace.
V izraelském parlamentu zasedl poprvé po volbách v roce 1955, do nichž šel za stranu Mapaj. Stal se členem výboru pro ekonomické záležitosti a výboru práce. Za Mapaj obhájil mandát i ve volbách v roce 1959. Byl členem výboru pro ekonomické záležitosti, výboru práce, výboru pro zahraniční záležitosti a obranu a výboru pro záležitosti vnitra. Za stejnou stranu byl zvolen i ve volbách v roce 1961. V průběhu volebního období ovšem přešel do poslaneckého klubu Rafi. Zasedal ve výboru práce. Opětovně byl na kandidátní listině Rafi zvolen ve volbách v roce 1965. Během funkčního období přešel do poslaneckého klubu Izraelské strany práce a pak do formace Ma'arach. Pracoval v parlamentním výboru pro zahraniční záležitosti a obranu a ve výboru finančním. Za Ma'arach byl zvolen i ve volbách v roce 1969 a opětovně ve volbách v roce 1973, po nichž se stal členem výboru pro zahraniční záležitosti a obranu.
Zastával i vládní funkce. V letech 1961–1962 šlo o post ministra bez portfeje. V letech 1962–1965 byl ministrem rozvoje a v témže období i ministrem bydlení. V letech 1968–1974 ministrem práce.